# Első závijai csata
Az első az-zavijai csatában a líbiai polgárháború alatt a Moammer Kadhafihoz, illetve az ellenzéki erőkhöz hű katonák csaptak össze.

## A csata
Az összecsapások 2011. február 24-én indultak, mikor a Kadhafi vezette állami csapatok egy mecsetet támadtak meg. Itt tüntetők ülősztrájkot tartottak. A hadsereg automata fegyverekből lőtték a tüntetőket, és a minaret is több találatot kapott. A támadások után több ezer ember rohamozta meg a mecset körüli Mártírok terét, és mindenki azt skandálta, hogy „Takarodj, takarodj!” Még aznap újabb támadás érte el a várost.
Február 26-án reggel a kormányzat csapatai tüzet nyitottak a kormány ellen tüntető líbiaiakra és egyiptomi vendégmunkásokra. Ekkor már a város túlnyomó része a felkelők ellenőrzése alatt állt. A külvárosokban azonban a hadsereg ellenőrző pontokat állított fel, és csak ezen keresztül lehetett bejutni a kormány ellenőrizte környező területekről. Meg kell azonban jegyezni, hogy még több katona is a városon belül maradt, és legalább egy tankot is ők vezettek a felkelők területén. Az előző két nap összesen 24 lázadó harcost öltek meg.
Február 28-án a kormányzat hadereje ellentámadásba lendült, és 200 katonát vezényeltek délről ide. Munkájukat orvlövészek, tankok és a légierő is segítette. A támadást éjfél után kezdték meg, mikor a támogató katonák teherautókkal próbálták meg áttörni a város keleti kapuját. Ezt a támadást sikeresen visszaverték. A második támadásra kora este került sor, mikor három autóval akartak átjutni a nyugati bejáraton. A három csapatszállító közül kettőt megsemmisítettek. Ezalatt hat másik autóval a keleti bejáratot is ostrom alá vették. Kettőt a felkelők megsemmisítettek. A harcokban egy kormányzati tankot egy rakéta meghajtású gránáttal tönkretettek. Az ország vezetése hat órás harcot követően sem tudta visszafoglalni a várost. Az utcai harcokban 10 katonát megöltek, 12–14 fogságba esett. Közülük nyolcan átálltak a felkelők oldalára.
Március 2-án éjszaka a felkelők megtámadták a kormányzat város körüli védvonalát, és két katonát megöltek. Az ostrom hatására ekkor már kezdtek kimerülni az élelmiszerekből és a gyógyszerekből is.
Március 4-én a kormányzat ismét megtámadta a várost. Ekkor mozsarakat, nehéz tüzérségi lőfegyvereket, légvédelmi lövegeket vetettek be. A csapatok két oldalról próbálták meg bevenni a várost. A legnagyobb ütközetekben életét vesztette a felkelők vezére, Hussein Darbouk ezredes. Rajta kívül még hárman haltak meg. A végleges adatok alapján legalább 50 vesztette életét a harcokban. Aznap 300 ember megsebesült. A támadók oldalán két katona vesztette életét. Este a felkelőket egészen a központi térig sikerült visszaszorítani. Itt megpróbáltak a végsőkig kitartani. A kormány jelentései szerint 31 tankot, 19 páncélozott szállítójárművet, rakétakilövőket, légvédelmi lövegeket és más fegyvereket is megszereztek.
A jelentések szerint március 5-én reggelre, egész éjszakás harcok árán, kiűzték a város közepéről Kadhafi seregeit, Azonban továbbra is ők ellenőrizték a városba befelé vezető utakat. Reggel 6 órakor újabb, meglepetésszerű támadásra került sor, mikor is rakétákkal lőtték a várost. 7-kor legalább 20 tank hatolt be a város belsejébe, épületeket sodortak el, és civileket öltek meg, hogy a biztosítsák a tetőket az mesterlövészek számára. A harcok elején a felkelők visszahúzódtak a város mélyebben fekvő helyeire, a kormány katonái pedig ellenállás nélkül hatoltak egyre mélyebben a városba. Pár órával később azonban a felkelők ellentámadásba lendültek, és 10 órára a központból ismét a városfalak széléig nyomultak előre. A reggeli harcokban 33 katona – 25 felkelő és 8 Kadhafi mellett harcoló – halt meg. A téren öt páncélos csapatszállítót semmisítetek meg, közülük 2 vagy 3 tank volt. Délután 4 órakor újabb támadást indítottak Kadhafi seregei, amit a légierő is támogatott, de ezt sikeresen visszaverték. A támadás alatt a kormány csapatai ismét elérték a főteret, és a körülötte álló épületeket rakétákkal, illetve tankokkal lőtték. Mivel a felkelőknek külön védeniük kellett a kórházat, a sérülteket egy gyorsan felállított tábori klinikán látták el egy mecset közelében. 10 támogató katonát elfogtak, és egy közeli hotelben őriztek. Éjszaka tankok jártak fel és alá a város utcáiban.
Március 6-án egy újabb – két nap alatt immár a negyedik – támadást indítottak a város központja ellen. Ezt is sikeresen visszaverték. 26 katona és 3 felkelő meghalt, 11 katona pedig fogságba esett.
Március 7-én 9 órakor újabb támadást indítottak, ami délutánig is elnyúlt. A kormány katonái ismét megkísérelték elfoglalni a város főterét és az ott álló mecsetet.
Március 8-án – mivel a tankok minden irányba lőttek – a város nagy része romokban hevert. Éjszaka a felkelők ismét visszaszerezték a főteret. Hajnalra azonban megérkezett az 50 tankból és 120 teherautóból álló erősítés. Minden autó a városközpont felé tartott. Este egy 60 fős csoport kiszökött a városból, hogy megtámadjon egy 20 km-re lévő katonai bázist. Másnap sem tértek vissza. Semmit nem lehet tudni arról, hogy mi lett velük.
Március 9-én a város 95%-a a kormány kezén volt, ugyanis a felkelők elhagytűk a főteret, amit a katonák vettek át. Este a felkelők és néhány szemtanú arról számolt be, hogy a főteret visszaszerezték a kormány csapataitól, és a rezsim ereje a városközpontból 1 km-nyit kátrálni kényszerült. Aznap a csatákban 40 ellenzéki és több kormánypárti is meghalt. Az áldozatok között volt egy tábornok és egy ezredes is. A térért vívott ütközetben 9 felkelő vesztette életét. Megerősített hírek szerint a külvárosokból kiűzték a felkelőket. Ezt újságíróknak egy buszos körutazáson is megmutatták, melynek végállomása egy stadion volt. Kadhafi támogatói tűzijátékkal ünnepelték az örömhíreket.
Március 10-én a kormány seregei visszafoglalták a várost. A London Times és az ITV hálózat riporterei Zavijah azon teréről küldték el tudósításaikat, amely legtovább a felkelők kezén maradt. Ekkor már a tisztogatásokról lehetett beszámolni. Később helybéliek is megerősítették, hogy tankok sorakoztak fel. Ekkor a hadműveletek már apróbb gócpontokra összpontosítottak, ahol ellenállók húzták meg magukat. Egész nap folytak az utcai harcok.
Március 11-én a felkelők azt állították, még mindig ők ellenőrzik Zaviját. Órákkal később azonban olyan megmozdulás zajlott a város központi terén, melyet Kadhafi támogatói tartottak. Ekkor már 100 külföldi újságíró is szemtanúként erősítette meg, hogy a város Kadhafi kezén maradt.